# Shiawase ni Tsuite Watashi ga Shitteiru 5-tsu no Houhou / Shikisai
Singles de Māya Sakamoto
Replica
(2014)
Shiawase ni Tsuite Watashi ga Shitteiru 5-tsu no Houhou / Shikisai (幸せについて私が知っている5つの方法／色彩) est le 26e single de Māya Sakamoto sorti sous le label Victor Entertainment le 28 janvier 2015 au Japon. Il arrive 9e à l'Oricon et reste classé 8 semaines pour un total de 13 087 exemplaires vendus.
Shiawase ni Tsuite Watashi ga Shitteiru 5-tsu no Houhou a été utilisé comme opening de l'anime Koufuku Graffiti; tandis que Shikisai a été utilisé comme thème musical pour le jeu mobile Fate/Grand Order, ainsi que pour son adaptation en téléfilm anime Fate/Grand Order: First Order. Une nouvelle version de la chanson Shiawase ni Tsuite Watashi ga Shitteiru 5-tsu no Houhou se trouve sur l'album Follow Me Up.

## Liste des titres
| CD    | CD | CD                       | CD    | CD | CD | CD | CD | CD | CD |
| No    | Titre | Arrangement              | Durée |    |    |    |    |    |    |
| ----- | --- | ------------------------ | ----- | -- | -- | -- | -- | -- | -- |
| 1.    | Shiawase ni Tsuite Watashi ga Shitteiru 5-tsu no Houhou (幸せについて私が知っている5つの方法)                |                          | 4:40  |    |    |    |    |    |    |
| 2.    | Shikisai (色彩)                                                                                              | Ryo Eguchi Toru Ishizuka | 4:33  |    |    |    |    |    |    |
| 3.    | Kimi no Suki na Hito (君の好きな人)                                                                          |                          | 4:54  |    |    |    |    |    |    |
| 4.    | Shiawase ni Tsuite Watashi ga Shitteiru 5-tsu no Houhou (幸せについて私が知っている5つの方法) (Instrumental) |                          | 4:40  |    |    |    |    |    |    |
| 5.    | Shikisai (色彩) (Instrumental)                                                                               |                          | 4:30  |    |    |    |    |    |    |
| 23:17 | |                          |       |    |    |    |    |    |    |

| 1. | Tegami (手纸)                | Masato Ishinari |  |
| 2. | afternoon repose             | Masato Ishinari |  |
| 3. | Okaerinasai (おかえりなさい) | Masato Ishinari |  |